# جلال قرياغدي
جلال محرم أغلو قرياغدي (بالأذرية: Cəlal Qaryağdı) – نحات أذربيجاني، فنان الشعب في جمهورية أذربيجان الاشتراكية السوفيتية عام (1960).

## حياته
ولد جلال قرياغدي في مدينة شوشا عام 1915. تخرج من مدرسة أذربيجان للفنون (1928-1932) وأكادمية تبليسي للفنون (1932-1935).
قام بتصوير بالرسوم الكاريكاتورية السياسية في صحفات الجبحة خلال الحرب الوطنية العظمى.
تم منح بلقب «رسام الشعب» في 1960 و «تكريم الفنان في جمهورية أذربيجان» في 1960.
في عام 1954 حصل على لقب «عامل فني مشرف لأذربيجان» و «فنان الشعب» في عام 1960. وحصل على أوسماء  شارة الشرف و الراية الحمراء للعمل وبمداليات أيضا.
في أواسط الخمسينيات بدأ إلى عمله على نصب تذكري للشاعر والساخر أذربيجاني ميرزى علاكبار صابير عاش في القرن التاسع عشر.
نصب تذكاري نريمان نريمانوف أنشئت في باكو عام 1972، نصب تذكاري  فريق أول هازى اسلانوڤ هذه الأعمال من أهم أعماله جلال قرياغدي.
توفى جلال قرياغدي في عام 2001، ودفن في زقاق الفخري في باكو.

## جوائزه
- وسام الراية الحمراء للعمل، 6 سبتمر عام 1959
- فنان الشعب في جمهورية أذربيجان الاشتراكية السوفيتية، عام 1960